# Tenrec musaranya de Jenkins
El tenrec musaranya de Jenkins (Microgale jenkinsae) és una espècie de tenrec musaranya endèmica de Madagascar. Els seus hàbitats naturals són boscos secs tropicals o subtropicals i zones arbustoses seques tropicals o subtropicals. Està amenaçat per la pèrdua d'hàbitat. Fou anomenat en honor de la zoòloga Paulina «Paula» D. Jenkins.